# Gallerie degli Uffizi
Le Gallerie degli Uffizi sono un complesso di musei statali di Firenze, dal 2014 riuniti entro un'unica amministrazione, creando così un nuovo ente dotato di autonomia speciale.

## Organizzazione

### Gli Uffizi
- Galleria delle statue e delle pitture degli Uffizi, già Galleria degli Uffizi
- Gabinetto dei disegni e delle stampe
- Corridoio vasariano

### Palazzo Pitti
- Palazzo Pitti
- Appartamenti monumentali
- Appartamento della Duchessa d'Aosta
- Appartamento del Principe di Napoli
- Cappella palatina
- Galleria d'arte moderna
- Galleria palatina
- Museo della moda e del costume
- Museo delle carrozze
- Museo delle porcellane
- Tesoro dei granduchi
- Museo delle Icone Russe

### Boboli
- Giardino di Boboli
- Giardino delle scuderie reali e pagliere

## Visitatori
Nel 2018 le Gallerie degli Uffizi sono risultate il secondo istituto museale statale più visitato, dopo il parco archeologico del Colosseo, con un totale di 4 143 087 visitatori, così distribuiti:
- 2 231 071 per la Galleria delle statue e delle pitture;
- 1 179 819 per il Giardino di Boboli;
- 732 197 per i musei di Palazzo Pitti.[2]

## Galleria d'immagini

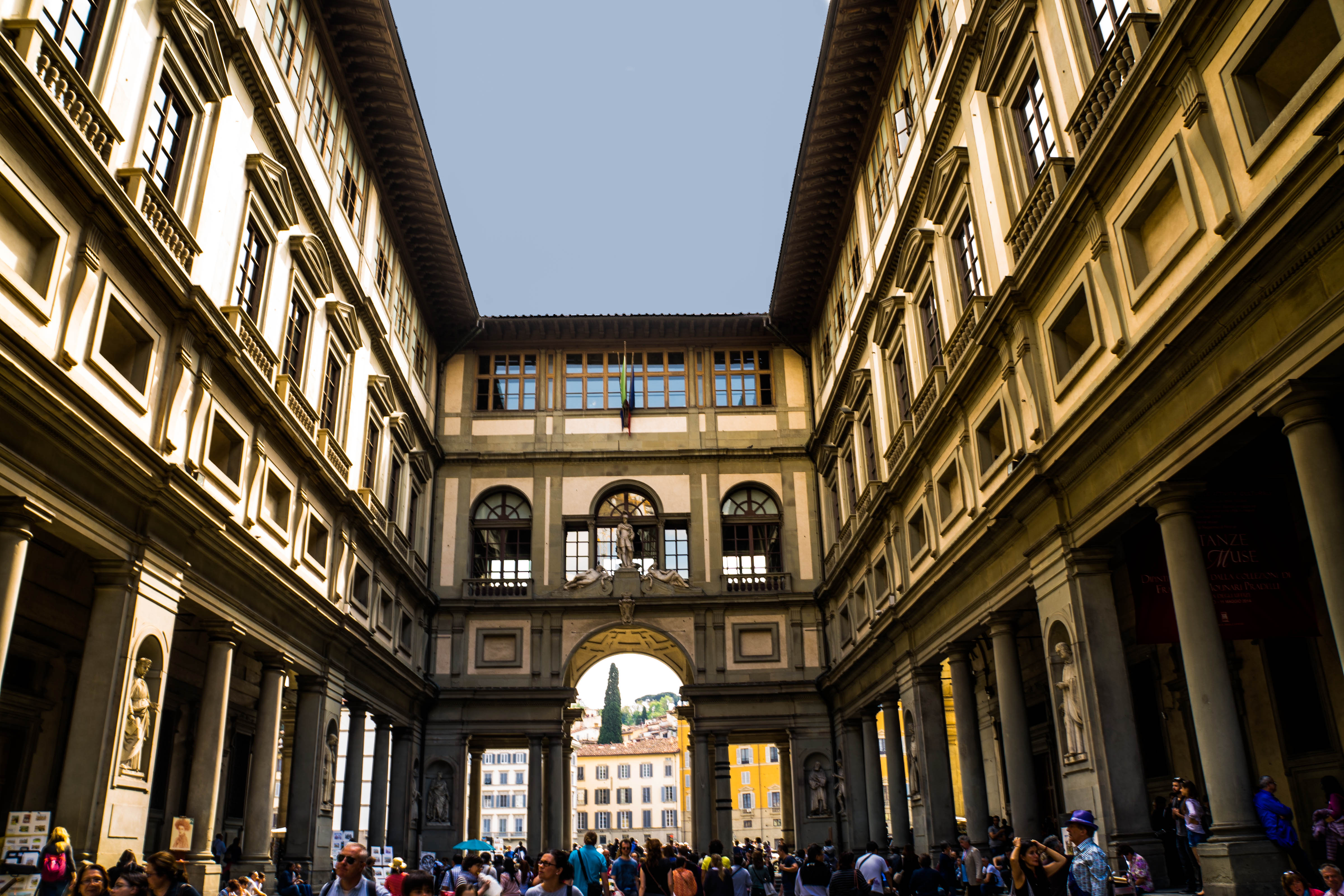
Galleria degli Uffizi
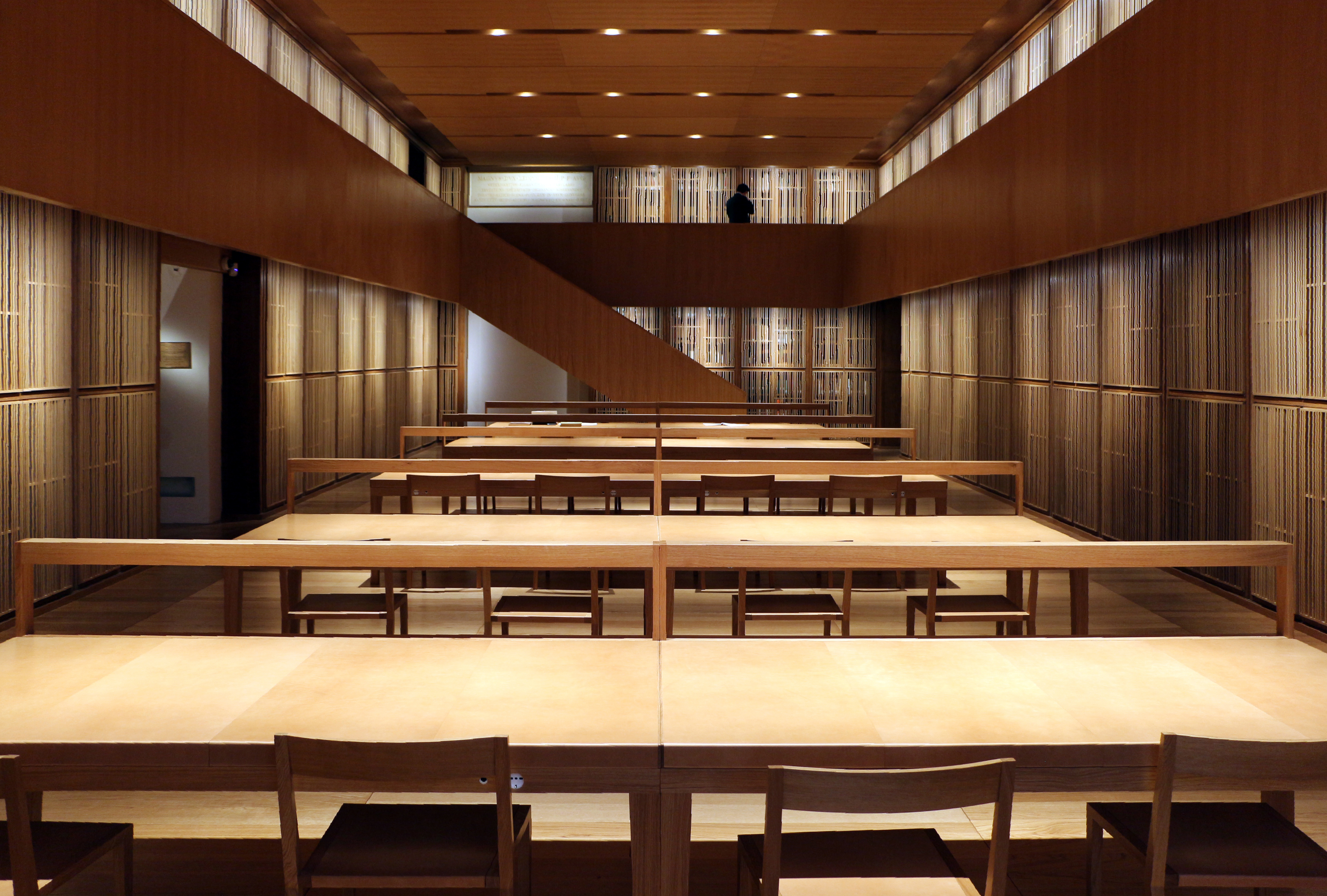
Gabinetto disegni e stampe
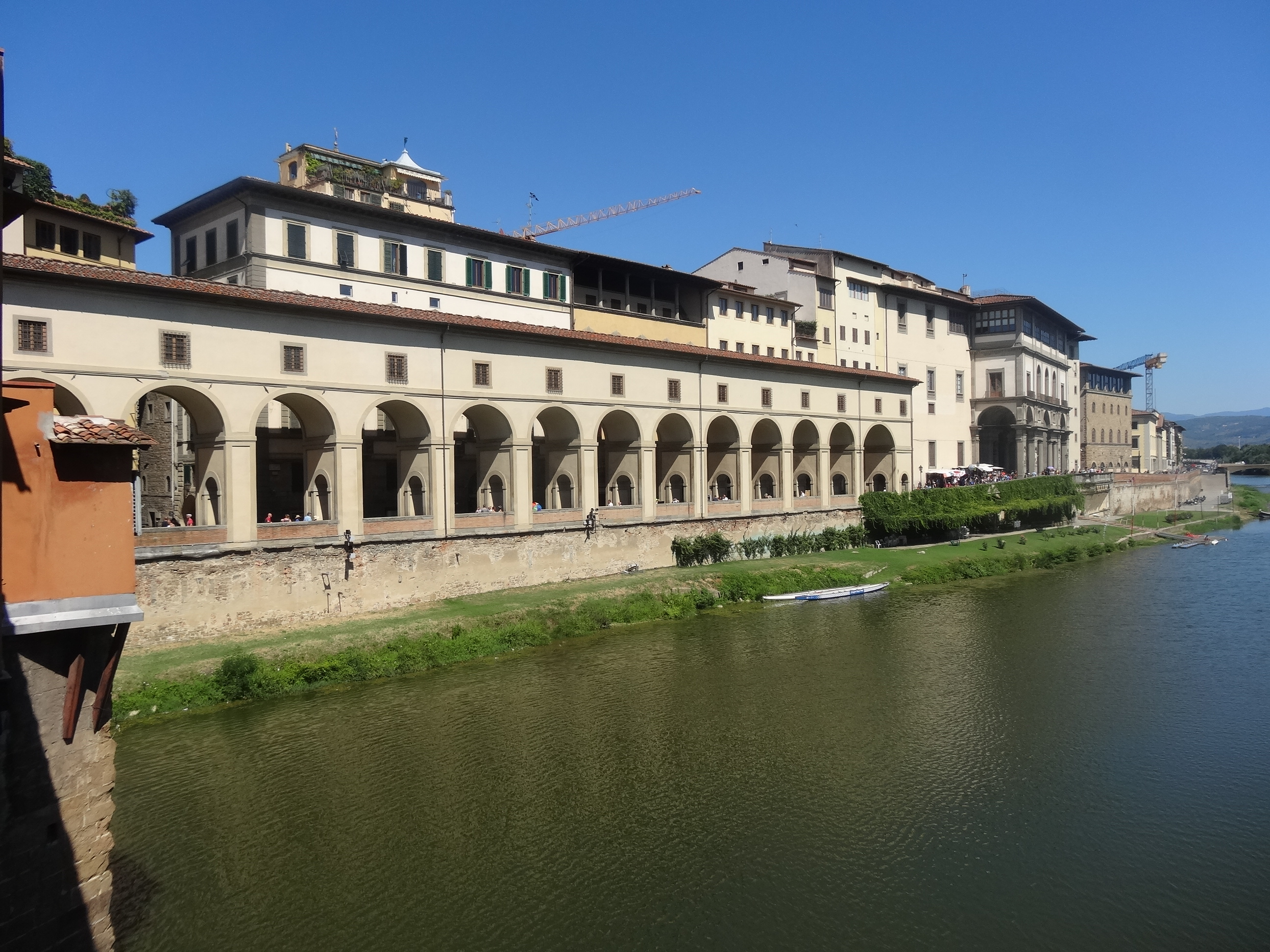
Corridoio vasariano
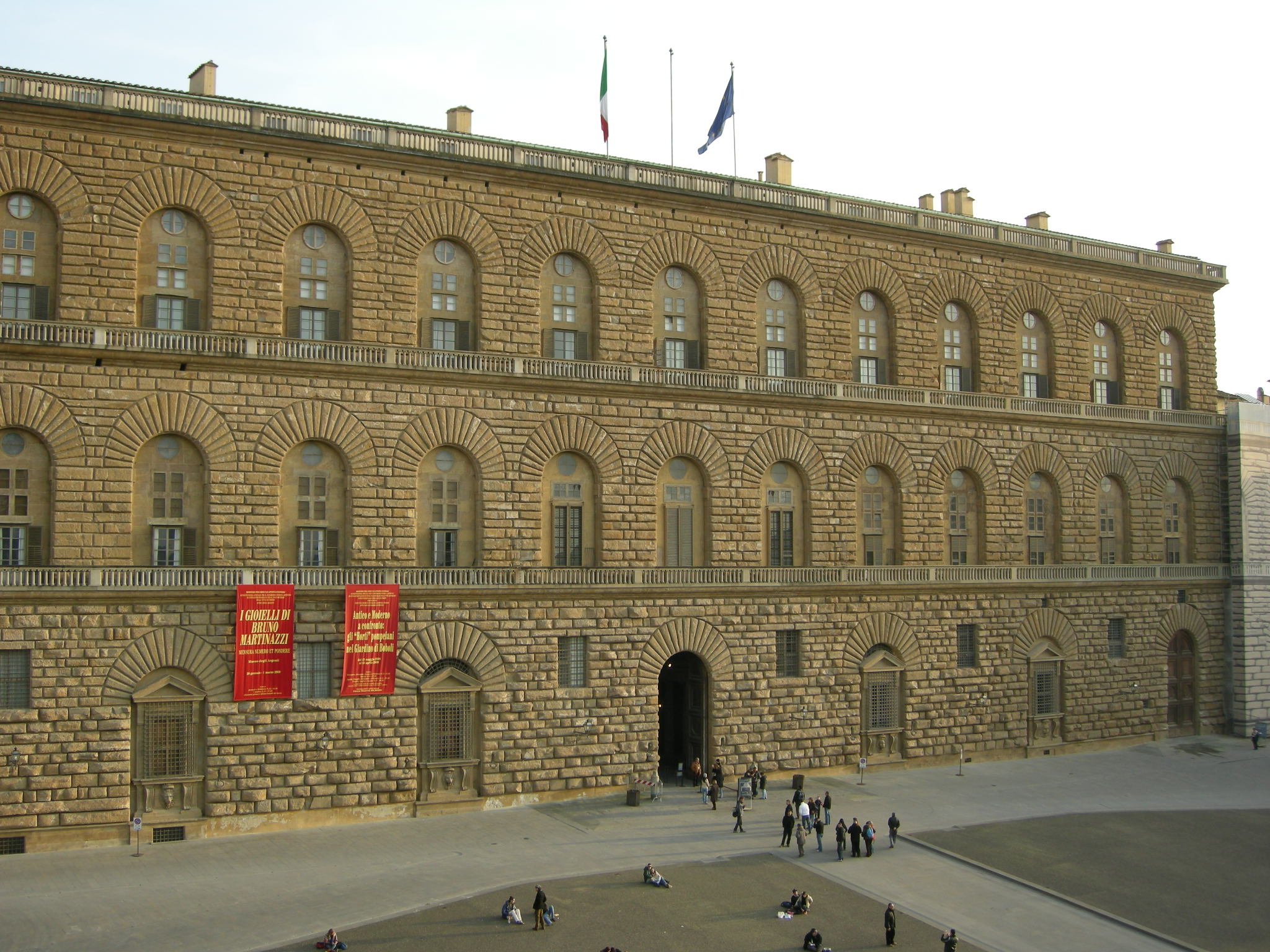
Palazzo Pitti
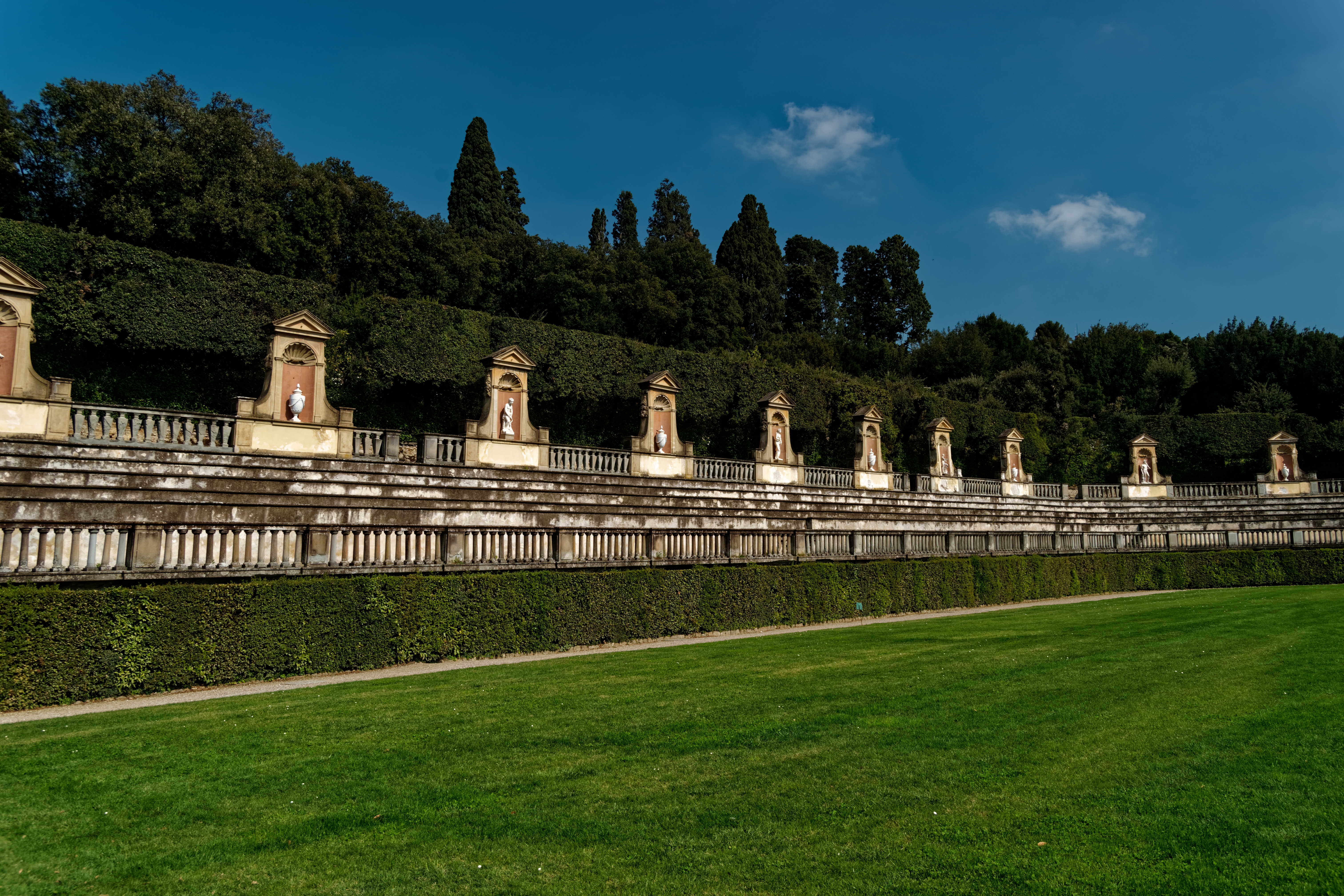
Giardino di Boboli